# アナク・クラカタウ島
アナク・クラカタウ島（アナク・クラカタウとう、アナククラカタウ島、アナック・クラカタウ、インドネシア語: Pulau Anak Krakatau）は、インドネシア・スンダ海峡に位置し、クラカタウ火山に属する火山島である。名称は「クラカタウの子」を意味する。
1883年のクラカタウの噴火で広範囲が水没してから44年後の1927年、クラカタウカルデラの海底噴火によって形成された。アナク・クラカタウ山は、毎年4メートル - 6メートル高くなっている。2018年6月25日、噴火し噴煙の高さは海抜1,300メートルを超えた。
2018年12月22日、火山活動によって山体崩壊が発生。山体崩壊による地滑りは海底まで及び、スンダ海峡津波を引き起こし甚大な被害をもたらした。この噴火により、338メートルあった標高は110メートルまで減少し、山頂には直径約300メートルのカルデラが形成された。
2022年1月15日、山体崩壊の詳しい様子が論文として発表された。論文では山体崩壊は火山活動とは関係なく、むしろ山体崩壊によって地上からの圧力が低下したことによって爆発的な噴火が起きたと明らかにされている。

クラカタウの4つの火山島を示した白地図。左上がセルトゥン島、中央がアナク・クラカタウ島、右上がパンジャン島、右下がラカタ島。